# 2016年朝鲜洪灾
2016年朝鲜洪灾是指朝鮮民主主義人民共和國於2016年8月底至同年9月因為颱風獅子山所造成持續暴雨而發生的天災事件，事件造成133人死亡，395人失蹤，144人受傷，超過100,000人居住地流失。據朝鮮官媒朝鮮中央通訊社的報導指出，朝鮮東北在此次的降雨是1945年以來最大的一次，數萬棟建築遭到摧毀，人們因此無家可歸而遭受了「巨大的苦難」。

## 成因
颱風獅子山雖未直接登陸朝鮮，但在2016年8月底至9月初移動至朝鮮外圍，造成朝鮮境內降下大雨，其中在咸鏡北道一處測得320毫米的降水量，聯合國人道事務協調廳與紅十字會表示朝鮮在此次洪災中至少有133人死亡、超過10萬人流離失所，並有3萬5千栋的房屋受到毀損。

## 影響
联合国援引朝鲜政府公布的数据发表声明称此次洪水已造成至少133人遇难、395人失踪、超过10万人逃离家乡、3万多件房屋和8700余间公共建筑被毁、上万公顷农田被淹。在事後賑災方面，聯合國世界糧食計劃署表示是次災害靠近冬天，且朝鮮境內在冬天的糧食會更缺乏，因此緊急提供約14萬人份的糧食至朝鮮。
洪災過後，中華人民共和國人道捐款約2000萬元人民幣，歐洲聯盟亦捐款30萬歐元提供洪災救助，日本外務大臣岸田文雄則表示，考量朝鮮當局的核試驗與導彈發射情形，日本政府不考慮對其進行人道救援。